# Greisiger Mihály
Greisiger Mihály (Tátraalja, 1851. december 25. – Szepesbéla, 1912. szeptember 10.) természettudós, orvos, lepidopterológus, ornitológus.

## Élete
Greisiger Mihály földműves és Faix Mária gyermeke. Előbb szülőhelyén, majd a Késmárki Gimnáziumban tanult és 1872-ben érettségizett. Ezt követően a Bécsi Egyetemen folytatta tanulmányait, előbb természettudományokat majd a budapesti Orvosi Karon promovált 1877-ben. Szepesbélán helyezkedett el orvosként. 1883-ban városi tisztiorvossá választották, egyúttal 1898-tól a dohánygyár orvosa is lett. A szepesbélai evangélikus temetőben nyugszik.
A tátrai és szepességi természet kutatásával foglalkozott a botanika, faunisztika, régészet, paleontológia és kultúrtörténet területén. A költöző madarakat is vizsgálta. A Magyarországi Kárpát-egyesület egyik alapító tagja és tisztviselője volt. 1880-tól a Szepesi Orvos- és Gyógyszerész Egyesület és a Lövész Egylet, 1881-től az Osztrák-Magyar Ornitológiai Egyesület tagja lett. 1883-tól a szepesbélai képviselőtestület, illetve a Gazdasági Kaszinó tagja. 1889-ben alapító tagja volt a Szepesbélai Halászati Egyletnek. A Poprád-völgyi vasúti igazgatóság tagjaként támogatta a Szepesbéla – Podolin vonal megépítését. Elnöke volt a Szepesbélai Vízelvezetési és Csatornázási Társaság Felügyelő Tanácsának. Az elsők között csatlakozott a Madártani Intézet munkájához.
Rovargyűjteményét a késmárki gimnázium vásárolta meg, jelenleg a Késmárki Városi Múzeum gyűjteményében található. A poprádi Kárpát Múzeum gondnoka is volt. További régészeti, néprajzi, botanikai (herbárium) és denevérgyűjteményei találhatóak a késmárki és poprádi múzeumban. A helyi barlangban vak rákfajt fedezett fel (Lipura Greisigeri Biro).
Felesége Lersch Helén, lányaik Greisiger Irma Julianna (1882-1947), Anna Erzsébet, Dorottya Ilona és Edit Marianna Elektra voltak.

## Elismerései és emlékezete
- 1894-től a Madártani Intézet rendes megfigyelője, 1897-től levelező tagja
- Lányuk Edit 1967-ben a szepesbélai családi házukat az államnak ajándékozta. Ennek falán 1971-ben emléktáblát helyeztek el. Az épületben 1994. október 29-én megnyílt a Greisiger Mihály Múzeum.

## Művei
- 1883 Steinhühner. MKE Évkönyve 1883
- 1884 Die Vögel von Belá und Umgebung. Jahrbuch des ungarischen Karpathen – Vereins 11, 70–95
- 1888 A madarak költözése Szepesvármegyében. Szepesi Emlékkönyv a Magyar Orvosok és Természetvizsgálók 1888. augusztus 23-28-án Tátrafüreden tartott XXIV. vándorgyűlésének alkalmából, 137-142
- 1889 A Magas-Tátra fenyvesei. Turisták Lapja 1889
- 1890 Késmark in der Steinzeit. Karpathen Post 1890/25-26
- 1896 Die Gross-Lomnitzer Burg. MKE Évkönyve 1896
- 1896 Zur Geschichte der Hirsche in der Tátra und deren Umgegend. MKE Évkönyve 1896
- 1897/1901 Zur Vorgeschichte unserer Tátragegend. MKE Évkönyve 1897; 1901
- 1897/1901 Kulturhistorisches aus der Tátragegend. MKE Évkönyve 1897; 1901
- 1906 A gánóczi Hradek cölöpépítményeiről - Über die Pfahlbauten des gánóczer Hradek. Szepesi Orvos-Gyógyszerész Egylet Évkönyve 1906